# Liste der Naturdenkmale in Münsingen (Württemberg)
Die Liste der Naturdenkmale in Münsingen nennt die verordneten Naturdenkmale (ND) der im baden-württembergischen Landkreis Reutlingen liegenden Stadt Münsingen. In Münsingen gibt es insgesamt 91 als Naturdenkmal geschützte Objekte, davon 34 flächenhafte Naturdenkmale (FND) und 57 Einzelgebilde-Naturdenkmale (END).
| Naturdenkmale                  | Anzahl |
| ------------------------------ | ------ |
| FND Flächenhafte Naturdenkmale | 34     |
| END Einzelgebilde              | 57     |
| Gesamt                         | 91     |

Stand: 16. Juni 2025.

## Flächenhafte Naturdenkmale (FND)
| Name                                        | Bild | Kennung     | Einzelheiten | Position | Fläche Hektar | Datum         |
| ------------------------------------------- | ---- | ----------- | --- | -------- | ------------- | ------------- |
| Alenbronnen                                 | BW   | 84150530103 | Münsingen, Gewann „Alenbrunnen“ an der Grafenecker Straße, westlich des Orts                                          | ⊙        | 0,0           | 15. Feb. 1994 |
| Allee an der Straße nach Seeburg            | BW   | 84150530104 | Münsingen, „Alter Seeburger Weg“, nördlich des Orts                                                                   | ⊙        | 1,5           | 15. Feb. 1994 |
| Allee                                       | BW   | 84150530132 | Münsingen, Trailfingen, „Im Wäsele“                                                                                   | ⊙        | 0,5           | 15. Feb. 1994 |
| Aschenbronnenquelle                         | BW   | 84150530127 | Münsingen, Gewann „Hummelsberg“ auf Gemarkung Rietheim                                                                | ⊙        | 0,5           | 15. Feb. 1994 |
| Baumhecke                                   | BW   | 84150530106 | Münsingen, Gewann „Leimgrube“ bei Apfelstetten                                                                        | ⊙        | 0,3           | 15. Feb. 1994 |
| Brünnelesfels (oberer Burgsteigfels)        | BW   | 84150530102 | Münsingen, Gewann „Untere Burgsteig“ auf Gemarkung Rietheim                                                           | ⊙        | 0,9           | 10. Feb. 1992 |
| Buche und Baumgruppe                        | BW   | 84150530115 | Münsingen, Gewann „Wiesensteig“ / „Leires Laylen“ auf Gemarkung Bremelau                                              | ⊙        | 0,4           | 15. Feb. 1994 |
| Buchen und Eichengruppe                     | BW   | 84150530120 | Münsingen, Gewann „Lerchenberg“ / „Kehlen“ gegenüber dem Schepperhof bei Dottingen                                    | ⊙        | 0,3           | 15. Feb. 1994 |
| Buchengruppe mit Feldgehölz                 | BW   | 84150530109 | Münsingen, Apfelstetten, hinter Lehmbuchenweg 11                                                                      | ⊙        | 0,1           | 15. Feb. 1994 |
| Buchengruppe mit Trockenrasen               | BW   | 84150530108 | Münsingen, Apfelstetten, gegenüber Lehmbuchenweg 4                                                                    | ⊙        | 0,3           | 15. Feb. 1994 |
| Buchengruppe                                | BW   | 84150530110 | Münsingen, südlich des Hofs Aichen auf Gemarkung Auingen                                                              | ⊙        | 0,1           | 15. Feb. 1994 |
| Feldgehölz                                  | BW   | 84150530124 | Münsingen, Gewann „Schelmenwasen“ auf Gemarkung Magolsheim                                                            | ⊙        | 1,0           | 15. Feb. 1994 |
| Feuchtgebiet Wespental                      | BW   | 84150530119 | Münsingen, Gewann „Wespental“ auf Gemarkung Dottingen                                                                 | ⊙        | 0,6           | 15. Feb. 1994 |
| Geländestufe                                | BW   | 84150530117 | Münsingen, Gewann „Unter dem Ziegelberg“ / „Lisenäcker“ auf Gemarkung Buttenhausen                                    | ⊙        | 0,9           | 15. Feb. 1994 |
| Halbtrockenrasen mit Steinbruch             | BW   | 84150530128 | Münsingen, Gewann „Elwangen“ auf Gemarkung Rietheim                                                                   | ⊙        | 2,9           | 15. Feb. 1994 |
| Heckenlandschaft                            | BW   | 84150530112 | Münsingen, Gewann „Vor dem Kohl“ / „Maientäle“ auf Gemarkung Auingen                                                  | ⊙        | 3,4           | 15. Feb. 1994 |
| Hohler Fels mit Quellbereich                | BW   | 84150530125 | Münsingen, Gewann „Türkenstein“ auf Gemarkung Rietheim                                                                | ⊙        | 0,1           | 15. Feb. 1994 |
| Kapf                                        |      | 84150530131 | Münsingen, Trailfingen eine Kuppe südöstlich über der Ortslage                                                        | ⊙        | 0,4           | 15. Feb. 1994 |
| Marmorsteinbruch                            | BW   | 84150530114 | Münsingen, Gewann „Burggraben“ in Böttingen                                                                           | ⊙        | 0,7           | 15. Feb. 1994 |
| Pfarrhüle                                   | BW   | 84150530123 | Münsingen, nordöstlich von Haldenegg im Gewann „Ortenbühl“ auf Gemarkung Hundersingen                                 | ⊙        | 0,1           | 15. Feb. 1994 |
| Rötelfels (unterer Burgsteigfels)           | BW   | 84150530101 | Münsingen und Bad Urach, Gewann „Untere Burgsteig“ auf Gemarkung Rietheim und Gewann „Burgberg“ auf Gemarkung Seeburg | ⊙        | 0,6           | 10. Feb. 1992 |
| Spielplatzfelsen                            | BW   | 84150530100 | Münsingen und Bad Urach, Gewann „Kohlteich“ auf Gemarkung Rietheim und auf Gemarkung Wittlingen                       | ⊙        | 2,7           | 10. Feb. 1992 |
| Spitziger Stein                             |      | 84150530034 | Münsingen, Gewann „Lange Elle“ auf Gemarkung Bichishausen                                                             | ⊙        | 0,0           | 19. Dez. 1979 |
| Sponenswäldle                               | BW   | 84150530130 | Münsingen, Gewann „Elwangen“ auf Gemarkung Rietheim                                                                   | ⊙        | 0,5           | 15. Feb. 1994 |
| Steinriegel mit Bäumen und Hecke            | BW   | 84150530122 | Münsingen, nordwestlich des Fladhofs auf Gemarkung Hundersingen; Grenzmarkierung an Markungsgrenze / Feldweg          | ⊙        | 0,2           | 15. Feb. 1994 |
| Steinriegel                                 | BW   | 84150530107 | Münsingen, Gewann „Steinriegel“ auf Gemarkung Apfelstetten                                                            | ⊙        | 0,2           | 15. Feb. 1994 |
| Urenbühl                                    | BW   | 84150530129 | Münsingen, Gewann „Urenbühl“ auf Gemarkung Rietheim                                                                   | ⊙        | 3,5           | 15. Feb. 1994 |
| Wacholderheide und Steinbruch               |      | 84150530113 | Münsingen, Gewann „Fakelau“ in Böttingen                                                                              | ⊙        | 4,6           | 15. Feb. 1994 |
| Weidbuchen und Hecken                       | BW   | 84150530111 | Münsingen, Gewann „Reiselhau“ / „Wiesenried“ auf Gemarkung Auingen. Südwestlich des Auinger Schießstandes             | ⊙        | 0,4           | 15. Feb. 1994 |
| 2 Buchen mit Hecken                         | BW   | 84150530126 | Münsingen, Gewann „Triebweg“ / „Stelle“ auf Gemarkung Rietheim                                                        | ⊙        | 0,2           | 15. Feb. 1994 |
| 2 Feldgehölzgruppen                         | BW   | 84150530118 | Münsingen, Gewann „Gründle“ und Gewann „Seinfelsen“ auf Gemarkung Buttenhausen                                        | ⊙        | 0,6           | 15. Feb. 1994 |
| 3 Stockachbuchen und Hecke                  | BW   | 84150530121 | Münsingen, Gewann „Stockach“ auf Gemarkung Dottingen                                                                  | ⊙        | 0,2           | 15. Feb. 1994 |
| 4 Buchen und Gehölz                         | BW   | 84150530116 | Münsingen, Gewann „Schultheißenhalde“ auf Gemarkung Bremelau                                                          | ⊙        | 0,1           | 15. Feb. 1994 |
| 4 Linden mit ehemaliger Steinentnahmestelle | BW   | 84150530105 | Münsingen, Gewann „Köngenloh“ westlich vom Alten Seeburger Weg, nördlich des Orts                                     | ⊙        | 0,4           | 15. Feb. 1994 |
| Legende für Naturdenkmal                    |      |             | |          |               |               |

## Einzelgebilde (END)
| Name                     | Bild | Kennung     | Einzelheiten                                                                                                 | Position | Fläche Hektar | Datum         |
| ------------------------ | ---- | ----------- | --- | -------- | ------------- | ------------- |
| Ahornallee (14 Bäume)    | BW   | 84150530209 | Münsingen, Unterheutal bei Apfelstetten                                                                      | ⊙        | 0,0           | 10. Feb. 1995 |
| Baumgruppe               | BW   | 84150530207 | Münsingen, Am Kreisel Hauptstraße / Schillerstraße                                                           | ⊙        | 0,0           | 10. Feb. 1995 |
| Bergahorn                | BW   | 84150530264 | Münsingen, Gewann „Linsenberg“ bei Böttingen                                                                 | ⊙        | 0,0           | 10. Feb. 1995 |
| Buche mit 2 Stämmen      | BW   | 84150530293 | Münsingen, Gewann „Lehren“ bei Dottingen                                                                     | ⊙        | 0,0           | 10. Feb. 1995 |
| Buche und Esche          | BW   | 84150530231 | Münsingen, Apfelstetten, Panoramastraße                                                                      | ⊙        | 0,0           | 10. Feb. 1995 |
| Buche                    | BW   | 84150530261 | Münsingen, Feldwegkreuzung südlich von Böttingen                                                             | ⊙        | 0,0           | 10. Feb. 1995 |
| Buche                    | BW   | 84150530311 | Münsingen, bei Unterheutal, Gemarkung Apfelstetten                                                           | ⊙        | 0,0           | 10. Feb. 1995 |
| Doline mit Esche         | BW   | 84150530214 | Münsingen, „Auf der Viehweide“                                                                               | ⊙        | 0,0           | 10. Feb. 1995 |
| Doline                   | BW   | 84150530242 | Münsingen, im Gewann „Grube“                                                                                 | ⊙        | 0,0           | 10. Feb. 1995 |
| Doppellinde              | BW   | 84150530324 | Münsingen, Gewann „Hirschles Heck“ bei Magolsheim                                                            | ⊙        | 0,0           | 10. Feb. 1995 |
| Eiche mit Hecke          | BW   | 84150530275 | Münsingen, Gewann „Burren“ bei Bremelau                                                                      | ⊙        | 0,0           | 10. Feb. 1995 |
| Eiche und Kirsche        | BW   | 84150530312 | Münsingen, Gewann „Kopfäcker“ bei Hundersingen                                                               | ⊙        | 0,0           | 10. Feb. 1995 |
| Eiche                    | BW   | 84150530210 | Münsingen, Gewann Kohl, nahe den Mehrstettener Kohl-Höfen                                                    | ⊙        | 0,0           | 10. Feb. 1995 |
| Eiche                    | BW   | 84150530211 | Münsingen, Gewann Kohl, nahe den Mehrstettener Kohl-Höfen                                                    | ⊙        | 0,0           | 10. Feb. 1995 |
| Eiche                    | BW   | 84150530212 | Münsingen, Gewann Kohl, nahe den Mehrstettener Kohl-Höfen                                                    | ⊙        | 0,0           | 10. Feb. 1995 |
| Eiche                    | BW   | 84150530213 | Münsingen, Lerchenfeldstraße 17                                                                              | ⊙        | 0,0           | 10. Feb. 1995 |
| Eiche                    | BW   | 84150530291 | Münsingen, Gewann „Inneres Bühle“ bei Dottingen                                                              | ⊙        | 0,0           | 10. Feb. 1995 |
| Eiche                    | BW   | 84150530296 | Münsingen, Dottingen, Reutlinger Straße 33                                                                   | ⊙        | 0,0           | 10. Feb. 1995 |
| Hohler Fels              | BW   | 84150530280 | Münsingen, bei Haldenegg, Gemarkung Hundersingen                                                             | ⊙        | 0,0           | 10. Feb. 1995 |
| Hohler Stein             | BW   | 84150530007 | Münsingen, Böttinger Halde bei Böttingen                                                                     | ⊙        | 0,0           | 10. Feb. 1995 |
| Linde                    | BW   | 84150530202 | Münsingen, Uracher Straße (beim Kriegerdenkmal)                                                              | ⊙        | 0,0           | 10. Feb. 1995 |
| Linde                    | BW   | 84150530205 | Münsingen, Hopfenburg 12                                                                                     | ⊙        | 0,0           | 10. Feb. 1995 |
| Linde                    | BW   | 84150530230 | Münsingen, beim Eichelhof, Gemarkung Apfelstetten                                                            | ⊙        | 0,0           | 10. Feb. 1995 |
| Linde                    | BW   | 84150530232 | Münsingen, Apfelstetten, Römerstraße (am Gemeindehaus)                                                       | ⊙        | 0,0           | 10. Feb. 1995 |
| Linde                    | BW   | 84150530250 | Münsingen, Nahe dem Steighof bei Bichishausen                                                                | ⊙        | 0,0           | 10. Feb. 1995 |
| Linde                    | BW   | 84150530263 | Münsingen, Böttingen, am Rathausplatz                                                                        | ⊙        | 0,0           | 10. Feb. 1995 |
| Linde                    | BW   | 84150530271 | Münsingen, Heuhof bei Bremelau                                                                               | ⊙        | 0,0           | 10. Feb. 1995 |
| Linde                    | BW   | 84150530294 | Münsingen, Dottingen, Rosenbühl / Talstraße                                                                  | ⊙        | 0,0           | 10. Feb. 1995 |
| Linde                    | BW   | 84150530295 | Münsingen, Dottingen, Rosenbühl / Hinter-Rosenbühl                                                           | ⊙        | 0,0           | 10. Feb. 1995 |
| Linde                    |      | 84150530300 | Münsingen, Gundelfingen, Auf der Au                                                                          | ⊙        | 0,0           | 10. Feb. 1995 |
| Linde                    | BW   | 84150530320 | Münsingen, Magolsheim, Ennabeurer Straße / Hirtenstraße                                                      | ⊙        | 0,0           | 10. Feb. 1995 |
| Linde                    | BW   | 84150530323 | Münsingen, Magolsheim, Hirtengasse 4                                                                         | ⊙        | 0,0           | 10. Feb. 1995 |
| Linde                    | BW   | 84150530330 | Münsingen, Rietheim Dorfstraße 15                                                                            | ⊙        | 0,0           | 10. Feb. 1995 |
| Linde                    | BW   | 84150530331 | Münsingen, Rietheim Dorfstraße 10                                                                            | ⊙        | 0,0           | 10. Feb. 1995 |
| Lindenallee              | BW   | 84150530341 | Münsingen, Trailfingen, Quellstraße                                                                          | ⊙        | 0,0           | 10. Feb. 1995 |
| Lindengruppe             | BW   | 84150530270 | Münsingen, Bremelau, In Wegscheiden 19                                                                       | ⊙        | 0,0           | 10. Feb. 1995 |
| Mehrstämmige Buche       | BW   | 84150530332 | Münsingen, Gewann „Hummelsberg“ bei Rietheim                                                                 | ⊙        | 0,0           | 10. Feb. 1995 |
| Roßkastanie              | BW   | 84150530217 | Münsingen, Bismarckstraße 19                                                                                 | ⊙        | 0,0           | 10. Feb. 1995 |
| Rotbuche                 | BW   | 84150530233 | Münsingen, Gewann „Urbental“ bei Apfelstetten                                                                | ⊙        | 0,0           | 10. Feb. 1995 |
| Rotbuche                 | BW   | 84150530328 | Münsingen, Gewann „Sturrenbühl“ bei Magolsheim                                                               | ⊙        | 0,0           | 10. Feb. 1995 |
| Sommerlinde              | BW   | 84150530342 | Münsingen, Trailfingen, Quellstraße 48                                                                       | ⊙        | 0,0           | 10. Feb. 1995 |
| Sommerlinde              | BW   | 84150530343 | Münsingen, Gewann „Aschäcker“ bei Trailfingen                                                                | ⊙        | 0,0           | 10. Feb. 1995 |
| Sommerlinde              | BW   | 84150530344 | Münsingen, Trailfingen, Ermstalstraße / Tragolfstraße                                                        | ⊙        | 0,0           | 10. Feb. 1995 |
| Spitzahorn u. Bergahorn  | BW   | 84150530325 | Münsingen, oberhalb des Gewanns „Steige“ an der L 230 bei Magolsheim                                         | ⊙        | 0,0           | 10. Feb. 1995 |
| Weidbuche                | BW   | 84150530216 | Münsingen, Gewann „Beutenlay“                                                                                | ⊙        | 0,0           | 10. Feb. 1995 |
| Winterlinde              | BW   | 84150530345 | Münsingen, Gebiet „Trailfinger Säge“ bei Trailfingen                                                         | ⊙        | 0,0           | 10. Feb. 1995 |
| 2 Buchen                 | BW   | 84150530241 | Münsingen, nördlich des Hofs Aichen, Gemarkung Auingen                                                       | ⊙        | 0,0           | 10. Feb. 1995 |
| 2 Buchen                 | BW   | 84150530243 | Münsingen, Egelstein bei Auingen                                                                             | ⊙        | 0,0           | 10. Feb. 1995 |
| 2 Kastanien              | BW   | 84150530206 | Münsingen, Alter Seeburger Weg Einzeldenkmal im FND „Allee an der Straße nach Seeburg“ (Kennung 84150530104) | ⊙        | 0,0           | 10. Feb. 1995 |
| 2 Linden                 | BW   | 84150530260 | Münsingen, Böttingen, Hardtstraße / Bergstraße                                                               | ⊙        | 0,0           | 10. Feb. 1995 |
| 2 Linden                 | BW   | 84150530272 | Münsingen, Bremelau, am Ende der Granheimer Straße                                                           | ⊙        | 0,0           | 10. Feb. 1995 |
| 2 Linden                 | BW   | 84150530290 | Münsingen, Gewann „Unter der Buchhalde“, westlich des Erlenwegs in Dottingen                                 | ⊙        | 0,0           | 10. Feb. 1995 |
| 3 Buchen mit Eiche       | BW   | 84150530240 | Münsingen, südlich des Hofs Aichen, Gemarkung Auingen                                                        | ⊙        | 0,0           | 10. Feb. 1995 |
| 3 Eichen                 | BW   | 84150530310 | Münsingen, Gewann „Schloßrain“ bei Hundersingen                                                              | ⊙        | 0,0           | 10. Feb. 1995 |
| 3 Linden                 | BW   | 84150530340 | Münsingen, Trailfingen, Thinggasse (bei der Kirche)                                                          | ⊙        | 0,0           | 10. Feb. 1995 |
| 3 Linden                 | BW   | 84150530346 | Münsingen, Trailfingen, Quellstraße (beim Backhaus)                                                          | ⊙        | 0,0           | 10. Feb. 1995 |
| Legende für Naturdenkmal |      |             | |          |               |               |

## Ehemalige Naturdenkmale
| Name                                | Bild | Kennung     | Einzelheiten                                                                                       | Position | Fläche Hektar | Datum                          |
| ----------------------------------- | ---- | ----------- | -------------------------------------------------------------------------------------------------- | -------- | ------------- | ------------------------------ |
| Esche                               | BW   | 84150530273 | Münsingen, stand an der Zufahrt zum Heuhof bei Bremelau                                            | ⊙        | 0,0           | 10. Feb. 1995                  |
| Esche                               | BW   | 84150530274 | Münsingen, stand an der Zufahrt zum Heuhof bei Bremelau                                            | ⊙        | 0,0           | 10. Feb. 1995                  |
| Linde                               | BW   | 84150530347 | Münsingen, stand in Trailfingen Schanzweg/Ermstalstraße                                            | ⊙        | 0,0           | 10. Feb. 1995                  |
| Linde                               |      | 415.451     | Münsingen stand vor der Oberamtei                                                                  | ???      | 0,0           | 19. Dez. 1979                  |
| Linde                               |      | 415.452     | Münsingen stand beim Ehinger Tor                                                                   | ???      | 0,0           | 19. Dez. 1979                  |
| Obere Linde                         |      | 415.453     | Münsingen stand an der Buttenhauser Str.                                                           | ???      | 0,0           | 19. Dez. 1979                  |
| Linde                               |      | 415.455     | Münsingen stand an der alten Abzweigung Dottingen an der B 465                                     | ???      | 0,0           | 19. Dez. 1979                  |
| Ulme                                |      | 415.456     | Münsingen stand hinter dem Kreuzkeller                                                             | ???      | 0,0           | 19. Dez. 1979                  |
| Linde                               |      | 415.458     | Münsingen stand auf dem Schalkenberg                                                               | ???      | 0,0           | 19. Dez. 1979                  |
| 2 Ulmen                             |      | 415.460     | Münsingen standen im Oberheutal                                                                    | ???      | 0,0           | 19. Dez. 1979                  |
| Trauerweide                         |      | 415.464     | Münsingen stand beim alten Waschhausbrunnen                                                        | ???      | 0,0           | 19. Dez. 1979                  |
| Lehmbuche                           |      | 415.471     | Münsingen stand in Apfelstetten                                                                    | ???      | 0,0           | 19. Dez. 1979                  |
| Baumgruppe (4 Buchen, 7 Feldahorne) |      | 415.473     | Münsingen stand in Apfelstetten                                                                    | ???      | 0,0           | 19. Dez. 1979                  |
| Stöcklesbuche                       |      | 415.474     | Münsingen stand in Apfelstetten                                                                    | ???      | 0,0           | 19. Dez. 1979                  |
| Steinlinde                          |      | 415.475     | Münsingen stand in Apfelstetten                                                                    | ???      | 0,0           | 19. Dez. 1979                  |
| Buchengruppe                        |      | 415.481     | Münsingen stand in Apfelstetten                                                                    | ???      | 0,0           | 19. Dez. 1979                  |
| 2 Linden                            |      | 415.491     | Münsingen standen in Auingen                                                                       | ???      | 0,0           | 19. Dez. 1979                  |
| Krähenbuche                         |      | 415.503     | Münsingen stand in Bichishausen                                                                    | ???      | 0,0           | 19. Dez. 1979                  |
| Buche                               |      | 415.525     | Münsingen stand in Bremelau                                                                        | ???      | 0,0           | 19. Dez. 1979                  |
| Ulme                                |      | 415.526     | Münsingen stand in Bremelau                                                                        | ???      | 0,0           | 19. Dez. 1979                  |
| 1 Esche, 1 Mehlbeerbaum             |      | 415.528     | Münsingen standen in Bremelau                                                                      | ???      | 0,0           | 19. Dez. 1979                  |
| 1 Esche                             |      | 415.529     | Münsingen stand in Bremelau                                                                        | ???      | 0,0           | 19. Dez. 1979                  |
| Linde                               |      | 415.532     | Münsingen stand in Buttenhausen an der Straße nach Hundersingen                                    | ???      | 0,0           | 19. Dez. 1979                  |
| Ulme                                |      | 415.533     | Münsingen stand in Buttenhausen am Schulhof                                                        | ???      | 0,0           | 19. Dez. 1979                  |
| 2 Buchen                            | BW   | 84150530292 | Münsingen, standen am Buchenweg in Dottingen. 1979 noch 4 Buchen.                                  | ⊙        | 0,0           | 10. Feb. 1995                  |
| Mittlere Buche                      |      | 415.542     | Münsingen stand in Dottingen                                                                       | ???      | 0,0           | 19. Dez. 1979                  |
| Baumgruppe                          |      | 415.550     | Münsingen stand in Dottingen au dem Kälberberg, ging in Naturschutzgebiet Kälberberg-Hochberg auf. | ???      | 0,0           | 19. Dez. 1979 bis 1. Feb. 1994 |
| Ulme                                |      | 415.573     | Münsingen stand in Hundersingen im Gewann Strangen.                                                | ???      | 0,0           | 19. Dez. 1979                  |
| Steinlinde                          |      | 415.582     | Münsingen stand in Magolsheim im Gewann Lichse.                                                    | ???      | 0,0           | 19. Dez. 1979                  |
| 2 Buchen                            |      | 415.583     | Münsingen standen in Magolsheim im Gewann Kohlgrund.                                               | ???      | 0,0           | 19. Dez. 1979                  |
| Linde                               |      | 415.585     | Münsingen stand in Magolsheim im Gewann Herrenwiese.                                               | ???      | 0,0           | 19. Dez. 1979                  |
| Feldahorn                           |      | 415.582     | Münsingen stand in Magolsheim im Gewann Auinger Baum.                                              | ???      | 0,0           | 19. Dez. 1979                  |
| Buche                               |      | 415.590     | Münsingen stand in Magolsheim im Gewann Kleines Lehle.                                             | ???      | 0,0           | 19. Dez. 1979                  |
| Harresquelle                        |      | 415.595     | Münsingen in Rietheim                                                                              | ???      | 0,0           | 19. Dez. 1979                  |
| Sommerlinde                         |      | 415.606     | Münsingen stand in Trailfingen                                                                     | ???      | 0,0           | 19. Dez. 1979                  |
| Baumgruppe                          |      | 415.611     | Münsingen stand in Trailfingen am Ortsausgang Richtung Seeburg                                     | ???      | 0,0           | 19. Dez. 1979                  |
| Ulme                                |      | 415.612     | Münsingen stand in Trailfingen im Gewann Hammersbraige                                             | ???      | 0,0           | 19. Dez. 1979                  |
| Ulme                                |      | 415.613     | Münsingen stand in Trailfingen an der Straße nach Rietheim                                         | ???      | 0,0           | 19. Dez. 1979                  |
| Legende für Naturdenkmal            |      |             | |          |               |                                |